# Deriva de Stokes

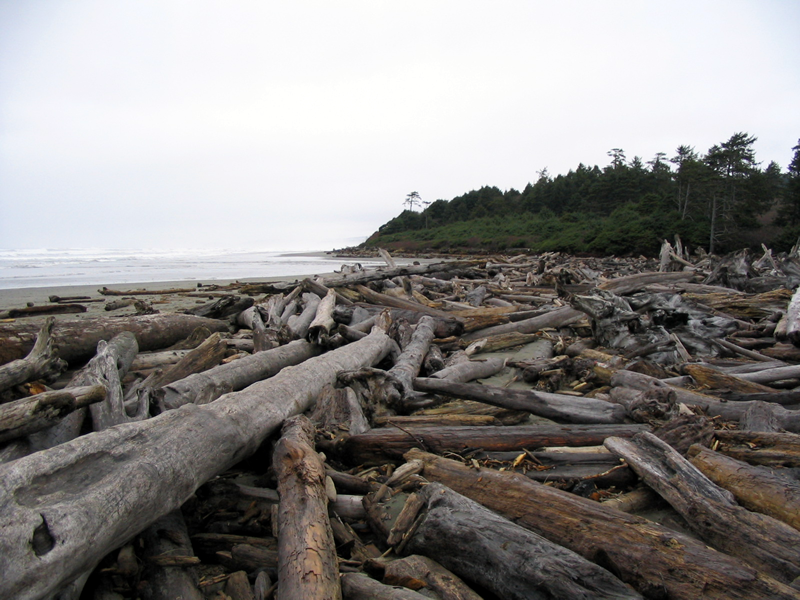
Una extensión de madera flotante a lo largo de la costa norte del estado de Washington. La corriente de Stokes, además de la corriente de Ekman y las corrientes geostróficas, es uno de los procesos relevantes en el transporte de desechos marinos..

Para una onda pura en movimiento en dinámica de fluidos, la velocidad de deriva de Stokes es la velocidad media cuando se sigue una parte específica del fluido mientras viaja con el flujo de fluido. Por ejemplo, una partícula que flota en la superficie libre de ondas de agua, experimenta una velocidad de deriva de Stokes neta en la dirección de la propagación de la onda.
En términos más generales, la velocidad de deriva de Stokes es la diferencia entre la media lagrangiana de la velocidad de flujo de una porción de fluido y la media euleriana de la velocidad de flujo del fluido en una posición fija. Este fenómeno no lineal recibe el nombre de George Gabriel Stokes, quien derivó expresiones para esta deriva en su estudio de 1847 sobre las ondas de agua.
La deriva de Stokes es la diferencia en las posiciones finales, después de un tiempo predefinido (normalmente un período de onda), derivada de una descripción en las coordenadas lagrangianas y eulerianas. La posición final en la descripción lagrangiana y euleriana se obtiene siguiendo una parcela de fluido específica durante el intervalo de tiempo. La posición final correspondiente en la descripción lagrangiana y euleriana se obtiene integrando la velocidad de flujo en una posición fija, igual a la posición inicial en la descripción lagrangiana, durante el mismo intervalo de tiempo.
La «velocidad de deriva de Stokes» (dimensiones L/T) es igual a la «deriva de Stokes» (L)dividida por el intervalo de tiempo considerado (T).
A menudo, la velocidad de deriva de Stokes se denomina vagamente deriva de Stokes.
La deriva de Stokes puede ocurrir en todos los casos de flujo oscilatorio que son no homogéneos en el espacio. Por ejemplo, en olas de agua, mareas y ondas atmosféricas.
En la descripción lagrangiana, las parcelas de fluido pueden alejarse de sus posiciones iniciales. Como resultado, la definición inequívoca de una velocidad lagrangiana media y de una velocidad de deriva de Stokes, que pueden atribuirse a una determinada posición fija, no es en absoluto una tarea trivial. Sin embargo, la teoría de la «media lagrangiana generalizada» (GLM) de Andrews y McIntyre en 1978 proporciona una descripción tan inequívoca.
La deriva de Stokes es importante para la transferencia de masa de diversos tipos de materiales y organismos mediante flujos oscilatorios. Desempeña un papel crucial en la generación de circulación de Langmuir.
Para las ondas de agua no lineales y periódicas, se han calculado y tabulado resultados precisos sobre la deriva de Stokes.

## Descripción matemática
El movimiento lagrangiano de una parcela de fluido con vector de posición x = ξ(α, t) en coordenadas eulerianas viene dado por
{\displaystyle {\dot {\boldsymbol {\xi }}}={\frac {\partial {\boldsymbol {\xi }}}{\partial t}}=\mathbf {u} {\big (}{\boldsymbol {\xi }}({\boldsymbol {\alpha }},t),t{\big )},}
donde
∂ξ/∂t es la derivada parcial de ξ(α, t) con respecto a t,
ξ(α, t) es el vector de posición lagrangiano de una parcela de fluido,
u(x, t) es la velocidad euleriana,
x es el vector de posición en el sistema de coordenadas euleriano,
α es el vector de posición en el sistema de coordenadas lagrangiano,
t es tiempo.
A menudo, las coordenadas lagrangianas α se eligen para que coincidan con las coordenadas eulerianas x en el tiempo inicial t =t0:
{\displaystyle {\boldsymbol {\xi }}({\boldsymbol {\alpha }},t_{0})={\boldsymbol {\alpha }}.}
Si el valor medio de una cantidad se denota con una barra superior, entonces el vector de velocidad euleriano medio ūE y el vector de velocidad lagrangiano medio ūL son
{\displaystyle {\begin{aligned}{\bar {\mathbf {u} }}_{\text{E}}&={\overline {\mathbf {u} (\mathbf {x} ,t)}},\\{\bar {\mathbf {u} }}_{\text{L}}&={\overline {{\dot {\boldsymbol {\xi }}}({\boldsymbol {\alpha }},t)}}={\overline {\left({\frac {\partial {\boldsymbol {\xi }}({\boldsymbol {\alpha }},t)}{\partial t}}\right)}}={\overline {{\boldsymbol {u}}{\big (}{\boldsymbol {\xi }}({\boldsymbol {\alpha }},t),t{\big )}}}.\end{aligned}}}
Se pueden utilizar diferentes definiciones de promedio, dependiendo del tema de estudio (véase teoría ergódica):
- tiempo promedio,
- espacio promedio,
- promedio de conjunto,
- fase promedio.

La velocidad de deriva de Stokes ūS se define como la diferencia entre la velocidad euleriana media y la velocidad lagrangiana media:
{\displaystyle {\bar {\mathbf {u} }}_{\text{S}}={\bar {\mathbf {u} }}_{\text{L}}-{\bar {\mathbf {u} }}_{\text{E}}.}
En muchas situaciones, el mapeo de cantidades promedio desde alguna posición euleriana x a una posición lagrangiana correspondiente α constituye un problema. Dado que una parcela de fluido con la etiqueta α atraviesa un trayecto de muchas posiciones eulerianas diferentes x, no es posible asignar α a una x única.
La teoría de la media lagrangiana generalizada (MLG) de Andrews y McIntyre (1978) proporciona una base matemáticamente sólida para una correspondencia inequívoca entre las cantidades lagrangianas y eulerianas medias.